# De Farm
De Farm was een real life-programma dat in het voorjaar van 2005 door Yorin en VTM werd uitgezonden. Het programma is een concept van het Zweedse productiehuis Strix (ook van de programma's Expeditie Robinson en The Bar) en is de op twee na succesvolste reality-serie wereldwijd. Het programma werd uitgezonden in 44 landen. Alleen Star Academy en Big Brother van Endemol deden het wereldwijd beter.

## Programmaopzet
Diep in het hart van Zuid-Afrika, ver van de bewoonde wereld, ligt een boerderij waar de tijd heeft stilgestaan. Er is geen gas, geen stromend water en geen elektriciteit. Een groep van 16 kandidaten moet zich daar zien te redden door voedsel te verbouwen en de dieren te verzorgen. Via een afvalsysteem, door middel van verkiezingen en onderlinge duels, blijft er een winnaar over die naar huis gaat met een geldprijs. De presentatie van de 13 weken durende Nederlands/Vlaamse versie was in handen van Gijs Staverman en Evi Hanssen.

## Verloop
De Nederlands/Vlaamse versie telde 8 Vlaamse en 8 Nederlandse kandidaten. Op 26 mei 2005 was de grote finale. Peyman, Sofie, Matthijs en Mieke streden ieder voor zich om de goedgevulde geldpot. Alle eerder afgevallen deelnemers keerden terug en wezen één farmer aan die direct, zonder verdere strijd, door mocht naar de finale. Van de drie andere kandidaten werd er ook één aangewezen die de finale niet waardig was. Deze moest op de drempel van de eindstrijd alsnog The Farm verlaten. Hoewel hij niet de actiefste kandidaat was, mocht student Matthijs zich toch de overwinnaar noemen. Hij moest met Peyman de laatste strijd beslechten. De twee finalisten brachten de laatste nacht samen op de boerderij door. Het enerverende slotduel bestond uit een zogenaamde best of three-strijd. Matthijs bleek uiteindelijk de "King of the Duels" en won € 50.000.

### Deelnemers
| Bewoner             | Leeftijd | Woonplaats     | Beroep                        | Burgerlijke staat | Plaats                        |
| ------------------- | -------- | -------------- | ----------------------------- | ----------------- | ----------------------------- |
| Matthijs Vegter     | 21       | Leiderdorp     | student sport en bewegen      | alleenstaand      | winnaar € 50.000              |
| Peyman Azizi        | 26       | Tilburg        | zelfstandig schilder          | alleenstaand      | finalist, tweede              |
| Sofie Kerkhofs      | 23       | Leopoldsburg   | secretaresse en fotomodel     | alleenstaand      | finalist, derde               |
| Mieke Van Parys     | 34       | Merelbeke      | huisvrouw met eigen bedrijf   | relatie, 2k       | finalist, vierde              |
| Manu Raemdonck      | 34       | Antwerpen      | zelfstandig ondernemer        | alleenstaand      | exit 19-05-2005               |
| Ellen Schutten      | 38       | Amsterdam      | producer fotografie           | alleenstaand      | exit 12-05-2005               |
| Bernd Hermans       | 35       | Neerpelt       | siervissenkweker              | alleenstaand, 1k  | exit (hoofdletsel) 05-05-2005 |
| Bibi Leushuis       | 30       | Badhoevedorp   | dierenartsassistent           | getrouwd, 2k      | exit 29-04-2005               |
| Jeanette Marcis     | 51       | Assen          | barvrouw                      | getrouwd, 4k      | exit 22-04-2005               |
| Mathieu Simons      | 66       | Genk           | gepensioneerd verpleegkundige | relatie           | exit 15-04-2005               |
| Oscar Aantjes       | 48       | Hellevoetsluis | commercieel trainer           | getrouwd, 2k      | exit 08-04-2005               |
| Caroline Leenaert   | 28       | Lauwe          | makelaar                      | getrouwd, 2k      | exit 01-04-2005               |
| Nicolette Kluijver  | 21       | Almere         | fotomodel                     | relatie           | exit 25-03-2005               |
| Nelson Morais       | 21       | Antwerpen      | uitzendkracht                 | alleenstaand      | exit 18-03-2005               |
| Edmonda Vertonghen  | 45       | Merchtem       | artsenbezoeker                | alleenstaand, 1k  | exit 11-03-2005               |
| Antony van den Berg | 36       | Vlissingen     | zelfstandig ondernemer        | alleenstaand, 1k  | exit 04-03/2005               |

## Nabeschouwing
De Farm haalde een magere 2,8% kijkdichtheid. Een verklaring moest gezocht worden in de warrige uitzendingen vol met herhalingen, verknippingen, reclames en de onderbreking door JENSEN, gecombineerd met een groep kandidaten waarvoor het moeilijk was sympathie op te brengen en je mee te identificeren. Het menselijk element bleef te veel onderbelicht.
In 2006 deed kandidaat Bernd Hermans (de man die moest afvallen vanwege opgelopen hoofdletsel tijdens een afvallersduel) mee als lijsttrekker voor het extreem rechts "Vlaams Belang" aan de gemeenteraadsverkiezingen in zijn woonplaats en behaalde twee raadszetels. Nicolette Kluijver verlegde haar carrière als model naar de televisiewereld en werd een bekend presentator, onder meer van het programma Spuiten en Slikken van BNN.